# 阿龙·克罗斯
阿龙·克罗斯（英語：Aaron Cross，1975年6月28日—），美国男子射箭运动员。他曾代表美国参加1996年、2000年和2004年夏季残疾人奥林匹克运动会射箭比赛，其中2004年夏季残奥会获得一枚铜牌。